# Tomás Guaglen
Tomás Guaglén, conocido también como Tomás Guaglén de las Estrellas, fue un cacique o lonco mapuche que gobernó las tierras cercanas al río Cachapoal en los siglos XVII y XVIII,  donde actualmente se encuentra la ciudad de Rancagua, Chile. [cita requerida] Su figura histórica representa la presencia indígena en la zona antes de la llegada de los españoles y la fundación de la ciudad rancagüina.[cita requerida] Es reconocido como el último de los picunches. Era descendiente de los caciques de Copequén. 

## En la cultura popular
Tomás Guaglen aparece citado como parte  la historia de la fundación de la ciudad rancagüina. Se le ha dado su nombre a un edificio del casco histórico de la ciudad del  municipio rancagüino, a una calle,[cita requerida] a un colegio,[cita requerida] a un hotel, a una plaza, a un barrio, y una estatua de madera que estuvo presente hasta mediados de 2010, que fue retirada debido a las malas condiciones de la madera original producto de las lluvias. 
A pesar de que la creencia popular indica que fue Guaglen quien cedió los terrenos de la actual Rancagua, él mismo no podría haber estado vivo en el año 1743 debido a su aparición en el censo de 1680, en una recapitulación realizada por el historiador Francisco José Tello Cardone de las tierras picunches y la esperanza de vida de la época. El cacique en el momento de la fundación de la Villa Santa Cruz de Triana era Juan Miguel Mauro.